# Немов, Алексей Васильевич
Алексей Васильевич Немов (род. 12 октября 1980, Петропавловск) — российский кинооператор.

## Биография
Алексей Немов родился в городе Петропавловск КазССР 12 октября 1980 года. В 1995 году окончил среднюю школу № 8 г. Петропавловск. В 1995—1999 годах учился в Петропавловском железно-дорожном колледже, на кафедре «Вагонное хозяйство». В 1999—2002 год учился в Северо Казахстанском государственном университете СКгУ, кафедра «Автомобили и автомобильное хозяйство», после окончания которого стал работать на местном телеканале «ТВ Лайн» в должности монтажер, затем режиссёр прямого эфира, технический директор телеканала. После организовал рекламное агентство по видео производству. В 2008 году эмигрировал в Россию, в г. Екатеринбург.
В 2011 году основал компанию по производству и аэросъемке с помощью беспилотных летательных аппаратов. Участвовал качестве оператора спец. съемок в десятках кинокартин.
В 2018 году участвовал в съемках документального фильма Сергея Дебижева Дебижев, Сергей Геннадьевич «Крым небесный» в качестве главного оператора и оператора дрона.
В 2020 году В качестве главного оператора работал над фильмом Сергея Дебижева Дебижев, Сергей Геннадьевич «Святой архипелаг» — фильм призёр более 30 российских и международных наград, в том числе победитель 44 ММКФ в номинации «Лучший документальный фильм».
С 2022 года проживает в г.Санкт-Петербург. В том же году вступил в Творческий союз художников союз художников России.
В 2022 году основал кинокомпанию "Одно Кино".

## Награды и номинации
- Приз "Лучшая операторская работа"[5] China Academy Awards of Documentary Film – CAADF 2023, фильм «Святой архипелаг
- Приз 33-го Открытого фестиваля документального кино «Россия» (2022) Лучшая работа оператора, фильм «Святой архипелаг»[6]
- XXIV фестиваля «Вечевой колокол» (2022) За лучшую операторскую работу, фильм «Святой архипелаг»
- Приз Morgana Film Festival (2023) Лучшая операторская работа в документальном кино, фильм «Святой архипелаг»[7]
- Международный фестиваль киноискусства Athens International Monthly Art Film Festival (2023) Техническое мастерство, фильм «Святой архипелаг»
- Кинофестиваль «Радонеж» (2020) Лучшая работа оператора, фильм «Крым небесный»
- XII МКФ «Свидание с Россией» (2020) Лучшая операторская работа, фильм «Крым небесный»

## Избранная фильмография
- 2020 — Крым небесный[2] (реж. Сергей Дебижев)
- 2020 — Пауза в Санкт-Петербурге (реж. Сергей Дебижев)
- 2020 — КРЫМ: Terra Incognita (реж. Сергей Дебижев)
- 2021 — Хлеб, «Север» и кобальт (реж. Сергей Дебижев)
- 2022 — Святой архипелаг[8] (реж. Сергей Дебижев)
- 2021 — Соленые озера Крыма(реж. Александр Попов)
- 2024 - Крест (реж. Сергей Дебижев)